# Perityle specuicola
Perityle specuicola là một loài thực vật có hoa trong họ Cúc. Loài này được S.L.Welsh & Neese mô tả khoa học đầu tiên năm 1983.